# 国際火山学及び地球内部化学協会
国際火山学及び地球内部化学協会（こくさいかざんがくおよびちきゅうないぶかがくきょうかい、英語：International Association of Volcanology and Chemistry of the Earth's Interior、略称：IAVCEI）は、火山の研究、火山災害の、および火成岩に関する岩石学、年代学、火山噴出物などの火山に関する諸分野の研究をする研究者の国際学会である。

## 沿革
1919年に設立された国際測地学・地球物理学連合（International Union of Geodesy and Geophysics、略称：IUGG）を構成する7つの協会のひとつである。4年毎に委員が改選される委員会によって運営されている。
前身である国際火山学会（International Association of Volcanology、略称：IAV）は1919年に創立され、1960年にヘルシンキに本部が造られ、1967年にチューリッヒ、1979年にキャンベラに移された。1967年に国際地震学及び地球内部物理学協会（International Association of Seismology and Physics of the Earth's Interior、略称：IASPEI）と名称をそろえるために、IAVCEI と改称された。
Bulletin of Volcanology を発行している。以前は Bulletin Volcanologique という誌名で1922年から発刊されていた。

## 主な会長・副会長

### 日本人
- 田中舘秀三 副会長（1933-36）
- 久野久 会長（1963-67）
- 水上武 副会長（1971-75）
- 横山泉 副会長（1979-83）
- 下鶴大輔 副会長（1983-87）
- 荒牧重雄 会長（1987-1991）
- 宇井忠英 副会長（1999-2003）
- 藤井敏嗣 副会長（2003-2007）
- 中田節也 会長（2007-2011)

## 主な総会
IAVCEI総会はほぼ4年に一度開催される．
| 回次 | 開催年 | 開催都市                  | 開催都市         | 特記事項                                        |
| ---- | ------ | ------------------------- | ---------------- | ----------------------------------------------- |
| 1    | 1977   | ダラム                    | イギリス         | IASPEIと共同開催                                |
| 2    | 1981   | レイキャビク              | アイスランド     |                                                 |
| 3    | 1986   | オークランド・ロトルア    | ニュージーランド |                                                 |
| 4    | 1989   | サンタフェ                | アメリカ合衆国   |                                                 |
| 5    | 1990   | マインツ                  | ドイツ           |                                                 |
| 6    | 1991   | ナポリ                    | イタリア         |                                                 |
| 7    | 1993   | キャンベラ                | オーストラリア   |                                                 |
| 8    | 1994   | アンカラ                  | トルコ           |                                                 |
| 9    | 1997   | プエルト・バジャルタ      | メキシコ         |                                                 |
| 10   | 1998   | ケープタウン              | 南アフリカ共和国 |                                                 |
| 11   | 2000   | バリ                      | インドネシア     |                                                 |
| 12   | 2004   | プコン                    | チリ             |                                                 |
| 13   | 2006   | 広州                      | 中華人民共和国   |                                                 |
| 14   | 2008   | レイキャビク              | アイスランド     |                                                 |
| 15   | 2013   | 鹿児島市                  | 日本             |                                                 |
| 16   | 2017   | ポートランド (オレゴン州) | アメリカ合衆国   |                                                 |
| 17   | 2022   | ロトルア                  | ニュージーランド | 当初2021年開催予定だったがCOVID-19のため1年延期 |

そのほかに、ほぼ2年毎に、火山都市国際会議（Cities On Volcanoes = COV )が開催される。
- 1998年：イタリア・ローマおよびナポリ市
- 2001年：ニュージランド・オークランド市
- 2003年：アメリカ合衆国・ハワイ州・ヒロ市
- 2006年：エクアドル・キト市
- 2007年：日本島原市
- 2009年：スペイン・テネリフェ島
- 2012年：メキシコ・コリマ市
- 2014年：インドネシア・ジョグジャカルタ市
- 2016年：チリ・プエルト・バラス市
- 2018年：イタリア・ナポリ市
- 2021年：ギリシャ・イラクリオン市

## 賞
以下の賞を授与している。
- クラフト・メダル（Krafft Medal）- クラフト夫妻（Katia Krafft（1942 - 1991）と Maurice Krafft（1946 - 1991））を記念して創設された。
  - 2013年授賞：荒牧重雄
- ソラリンソン・メダル（Thorarinsson Medal）- シグルズール・ソラリンソン（1912 - 1983）を記念して創設された。
  - 2000年授賞：安芸敬一 (Keiiti Aki)
- ウェイジャー・メダル（Wager Medal） - ローレンス・ウェイジャー（1904 - 1965）を記念して創設された。
- ジョージ・ウォーカー賞（George Walker Awards） - ジョージ・P・L・ウォーカー（1926 - 2005）を記念して創設された。
  - 2008年授賞：前野深